# Jack Lescoulie
Jack Lescoulie (ur. 17 listopada 1912 w Sacramento, zm. 22 lipca 1987) – amerykański aktor i spiker radiowy i telewizyjny.

## Filmografia
- 1938: The Great Library Misery jako Przewodniczący klubu
- 1941: Emergency Landing jako Kapitan North
- 1950: The Sleeping City jako Paulsen

## Wyróżnienia
Posiada swoją gwiazdę na Hollywoodzkiej Alei Gwiazd.